# 許欽明
许钦明（7世纪？—696年），唐朝安州安陆（今湖北省安陆市）人，祖籍高阳（今河北省高阳县），许力士的次子。

## 生平
龙朔二年（662年）十月，监察御史秦令言审理许力士之子许钦明犯法，流放建州。后来以军功历任左玉钤卫将军、梁州都督、安西大都护，封盐山郡公。万岁通天元年（696年），授金紫光禄大夫、凉州都督。许钦明轻骑出巡，突厥默啜率众数万至城下，许钦明与之交战，力屈被擒。突厥人将许钦明带到灵州城下，令他劝说城中早降，许钦明大呼：“贼营中都无饮食，城内有美酱，要二升，粱米要二斗，墨要一梃。”是时，突厥营四面有泥河，只有一路得入，许钦明通过要美酱等物暗示城中，希望能简兵陈将，乘夜袭击，城中没有人明白他的意思，九月丁巳，遇害。他和哥哥許欽寂同年死于王事。

## 子孙
- 子：許誡惑，鴻臚少卿
  - 孫：許子房
  - 孫：許季常，萬年丞
  - 孫：許子端，岳州刺史
- 子：許誡言，太僕卿、右衛大將軍
  - 孫：許子餘，壽州刺史[5]